# 中村英司
中村 英司（なかむら えいじ、1977年11月9日 - ）は日本の俳優。

## 人物
北海道出身。身長182cm。AB型。演劇集団Z団所属。「そば切り うちば」店主。
子供が産まれたことを期に、2012年11月に俳優業を休業。老舗蕎麦屋での修業を経て、2019年2月9日、東京品川区にて「そば切り うちば」を開業 。

## 主な出演作品

### 映画
- Scratch!
- 濡れた赫い糸 - 修二 役
- 第2写真部 （2009年7月） - 霧鳴美四郎 役

### テレビドラマ
- 燃えろ!!ロボコン
- バーチャルガール
- 池袋ウエストゲートパーク
- 天才柳沢教授の生活
- こころ
- 仮面ライダーウィザード（2013年1月27日・2月3日） - 新井寿史 役

### CM
- 三共
- NTTドコモ
- リクルート
- キヤノン

### 舞台
演劇集団Z団の全作品に出演。
- Z団旗揚げ公演 「悪鬼の如く -BENKEI-」（2004年11月）
- Z団第2回公演 「風雲!!さすがの鬼丸」（2005年3月〜4月）
- Z団第3回公演 「アンジェラ Princess of Pirates」（2005年11月）
- Z団第4回公演 「半おに戦奇譚 -AMAGI-」（2006年8月）
- Z団第5回公演 「悪鬼の如く -BENKEI- 再演」（2006年12月）
- Z団第6回公演 「ハナレウシ」（2007年5月）
- Z団番外公演Vol.1 「魚人街」（2007年11月）
- ネオロマンスステージ「遙かなる時空の中で〜舞一夜〜」（2008年1月〜2月,2008年8月）
- BB団旗揚げ公演 「TAKE-MITSU」（2008年4月）
- ネオロマンスステージ「遙かなる時空の中で〜朧草紙〜」（2009年1月〜2月,2009年8月）
- Z団第7回公演 「BARAGA-鬼ki」（2009年4月〜5月）
- Z団番外公演☆其の2 「THE LIGHT」（2009年11月）
- しゅうくりー夢vol.48 「異説 卒塔婆丸綺談」（2010年1月〜2月）
- Z団第8回公演 「リバースヒストリカ」（2010年5月）
- 遙かなる時空の中で2（2011年6月,2012年5月〜6月）
- 私設☆高円寺演劇協会「脳詐欺!〜手軽なお化けの作り方〜」（2012年8月、RAINBOW cafe&grill）

### ゲーム
- SIREN2（阿部倉司）